# Boesenbergia
Boesenbergia é um género botânico pertencente à família Zingiberaceae.
- Commons
- Wikispecies